# Miguel Barnet
Miguel Barnet Lanza (La Habana, 28 de enero de 1940) es un poeta, narrador, ensayista, etnólogo y político cubano, miembro del Comité Central del Partido Comunista de Cuba, diputado a la Asamblea Nacional y miembro del Consejo de Estado (hasta 2019). Fue fundador de la Unión Nacional de Escritores y Artistas de Cuba, y su presidente entre 2008 y 2019; en el Noveno Congreso de la organización (junio de 2019) fue electo su Presidente de Honor (cargo de nueva creación).

## Biografía

### Carrera editorial y literaria
Conocido por su novela-testimonio Biografía de un cimarrón (1966), es uno de los escritores cubanos de mayor éxito internacional, y su obra se ha traducido a varias lenguas. En 1994 obtuvo el Premio Nacional de Literatura de Cuba.
Desde muy joven se vincula a cimeras figuras de la etnología cubana, como Argeliers León e Isaac Barreal. Colaboró con Alejo Carpentier en la Imprenta Nacional de Cuba y con Nicolás Guillén en la Unión Nacional de Escritores y Artistas de Cuba, institución de la cual es fundador y vicepresidente por elección. Es graduado del Primer Seminario de Etnología y Folklore impartido por el etnólogo y musicólogo Argeliers León en 1960. 
Con 21 años de edad formó parte del grupo fundador de la Academia de Ciencias de Cuba e integró el primer equipo de trabajo de su recién creado Instituto de Etnología y Folklore. Durante los siete años en que laboró como investigador científico de esta institución, recibió diversos cursos en estas materias, impartidas por profesores cubanos y extranjeros, y obtuvo altas calificaciones. Se especializó en la investigación etnológica y en aspectos de la transculturación de las religiones de origen africano en Cuba y en el Caribe. 
Su bibliografía exhibe los siguientes títulos: La piedra fina y el pavorreal, Isla de güijes, La sagrada familia -poemario que recibió Mención en el Premio Casa de las Américas 1967-, Orikis y otros poemas, Carta de noche, Mapa del tiempo, Viendo mi vida pasar, Con pies de gato y Actas del final (poesía). Autógrafos cubanos, La fuente viva y Cultos afrocubanos (crónica, ensayo, monografía). Akeké y la jutía (fábulas cubanas, 1978). Biografía de un cimarrón (elaborada a partir de los relatos orales de un antiguo esclavo cimarrón, Esteban Montejo). Canción de Rachel, Gallego, La vida real y Oficio de ángel (novelas–testimonio). 
Ha escrito guiones de varios documentales cinematográficos y de los conocidos largometrajes cubanos Gallego, basado en su novela homónima y La Bella del Alhambra, inspirado en su novela Canción de Rachel y premiado en el Festival de Cine de La Habana, así como en otros certámenes internacionales. Esta cinta recibió el Premio Goya en España, en 1990, a la mejor película extranjera de habla hispana. 
Ha participado en congresos, eventos literarios, recitales de poemas de su propia obra, y ha impartido conferencias en universidades de Europa, Estados Unidos, América Latina y África. Además de ser un activo promotor cultural en Cuba, es un profundo conocedor de la música cubana, sobre la cual ha escrito y dictado conferencias ilustradas con artistas cubanos de talla internacional. Fue becario del Sistema de Becas Académicas de Alemania (DAAD) y de la Beca Guggenheim de Estados Unidos.
En 1995 se crea por su gestión, y con el apoyo del Ministerio de Cultura de Cuba, la Fundación Fernando Ortiz, institución cultural cubana de carácter público y civil, no gubernamental de la cual es presidente. En 1996 fue designado, por la Unesco y por el Ministerio de Relaciones Exteriores de Cuba, miembro del Consejo Ejecutivo de dicha organización. 
En ese mismo año recibe el título de Master en Historia Contemporánea que otorga la Universidad de La Habana, y en febrero de 1997, a propuesta de la mencionada institución de altos estudios, la Comisión Nacional Cubana de Grados Científicos le otorgó el título de Doctor en Ciencias Históricas. En mayo de 1997, la Cátedra Extraordinaria de Nuestra América, de la Facultad de Ciencias Antropológicas de la Universidad Autónoma de Yucatán, en Mérida, México, lo nombró miembro de su Consejo Honorario, en representación de la República de Cuba en el ámbito académico americanista. 
Dirige desde 1999 la revista cubana de antropología Catauro. En 2006 obtiene el Premio Juan Rulfo en la categoría cuento por su relato Fátima o el parque de la fraternidad, que relata la vida de un travesti de La Habana, y en 2012, se publica la traducción al inglés (Fátima, Queen of the Night) en la prestigiosa revista norteamericana World Literature Today.
Es Fundador de la UNEAC y su actual Presidente. Es Vicepresidente del Comité Científico Internacional del Programa Ruta del Esclavo.

### Influencia y adaptaciones
Considerado uno de los escritores cubanos más influyentes, la obra de Barnet ha sido adaptada e interpretada en una serie de textos, crónicas, guiones y artículos dentro de diferentes corrientes artísticas; en 2018 se realiza la adaptación al teatro de su multipremiada obra de 1969, Canción de Rachel; puesta en escena intitulada Capricho-LivExperience, que ambientada en el turbulento periodo social prerrevolucionario de La Habana, expone las limitaciones históricas y socioculturales opuestas al desarrollo de la mujer en Cuba dentro del contexto de la clase social más vulnerable; historia con una narrativa cronológica y con un trágico desenlace donde los personajes principales son retratados por la actriz y canta-autora mexicana Alejandra Ávalos y Melissa Galindo, en convergencia con las interpretaciones de Omar Fierro, Alejandro Tommasi y Luis Fernando Peña. 
La obra teatral producida por Rodrigo Vidal, estrenada en octubre del mismo año en la Ciudad de México, ha causado notoriedad por ser la primera en América Latina en incorporar tecnología de última generación y efectos visuales multimedia en 4D, concepto el cual ha sido denominado "experiencia multisensorial".

## Obra

### Novelas
- Biografía de un cimarrón (1966)
- Canción de Rachel (1969)
- Gallego (1981)
- La vida real (1986)
- Oficio de ángel (1989)
- Un cubano en Nueva York (1990)

### Poesías
- La piedrafina y el pavorreal (1963)
- Isla de güijes (1964)
- La sagrada familia (1967)
- Orikis y otros poemas (1980)
- Carta de noche (1982)
- Viendo mi vida pasar (antología, 1987)
- Mapa del tiempo (1989)
- Poemas chinos (1993)
- Con pies de gato (antología, 1993)
- Actas del final (2000)

### Ensayo y etnología
- Akeké y la Jutía. Fábulas cubanas
- Cultos Afrocubanos. La Regla de Ocha. La Regla de Palo Monte (1995)
- La fuente viva (1998)
- Cimarrón: Historia de un esclavo

### Premios, órdenes, distinciones y condecoraciones
- Premio de la Crítica Literaria por Gallego, 1983
- Premio de la Crítica Literaria por La vida real, 1986
- Diploma Premio 30 Años del ICAIC.  La Bella del Alhambra
- Medalla Alejo Carpentier
- Premio Nacional de Literatura de Cuba, 1994
- Orden Félix Varela, 1995
- Orden Juan Marinello, 1996
- Cruz de Oficial de la Orden del Mérito de la República Federal de Alemania, Primera clase, 2004
- Medalla de Oficial de la Orden Nacional del Mérito (Francia), 2004
- Premio Juan Rulfo 2006
- Premio Iberoamericano de Letras José Donoso 2007
- Caballero de la Orden al Mérito de la República Italiana, 2011
- Premio a la trayectoria literario internacional cultural 2018 - Latin Awards Canada[4]